# Sueli Carneiro
Sueli Carneiro (São Paulo, 24 de junio de 1950) es una escritora, catedrática y activista brasileña en pro de los derechos de las mujeres y del denominado Movimento Negro en su país.

## Vida y obra
Nació en el barrio paulista de Lapa en 1950; fue la primera hija —de siete— de José Horácio Carneiro y Eva Alves Carneiro, un ferroviario y una costurera respectivamente. Estudió filosofía en la Universidad de São Paulo, y posteriormente cursó el doctorado en Educación de la misma institución de educación superior.
Incursionó en el ámbito feminista partir de la década de 1970; en este contexto, fue fundadora del Colectivo de Mujeres Negras de São Paulo en 1980, la primera organización de su tipo en dicho estado.
En 1988, Sueli fundó la organización Geledés – Instituto de la Mujer Negra, una de las mayores ONGs de feminismo negro de Brasil y la primera organización negra y feminista de São Paulo que ha liderado la lucha contra el racismo en Brasil al otorgar visibilidad a las mujeres afrobrasileñas; de la que ha sido su directora. En 2012 es nombrada miembro del Consejo Nacional de Derechos de la Mujer.
Ha colaborado para varias revistas, entre ellas se encuentran Correio Braziliense, Estudos feministas, Revista Espaço Acadêmico, Presença da mulher y Raça Brasil, entre otras. En 1998 recibió el Premio de Derechos Humanos de la República Francesa, mientras que un año antes había sido finalista del Premio Claudia, una de las mayores premiaciones femeninas de América Latina.

### Obras
- Racismo, Sexismo E Desigualdade No Brasil.
- Mulher negra, en coautoría con Thereza Santos (1985).
- Mulher negra. Política governmental e a mulher, en coautoría con Thereza Santos y Albertina de Oliveira Costa (1985).A filósofa e educadora Sueli Carneiro (Foto: Marcus Steinmayer)

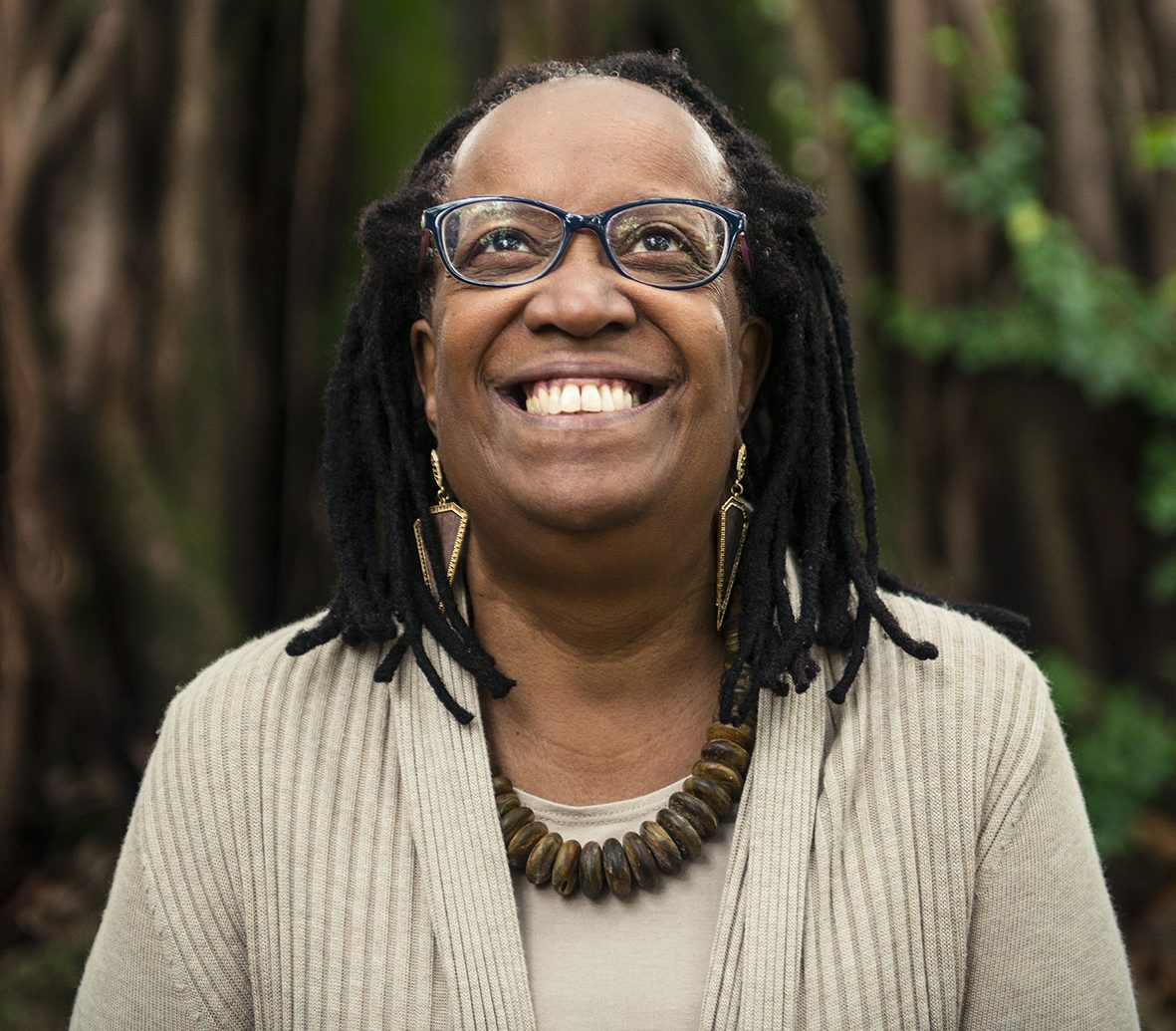
A filósofa e educadora Sueli Carneiro (Foto: Andre Seiti)